# Quercus arbutifolia
Quercus arbutifolia Hickel & A.Camus – gatunek roślin z rodziny bukowatych (Fagaceae Dumort.). Występuje naturalnie w Chinach – w prowincjach Fujian, Guangdong oraz Hunan (w południowej części).

## Morfologia
PokrójZimozielone drzewo lub krzew. Dorasta do 5–11 m wysokości.
LiścieBlaszka liściowa ma kształt od odwrotnie jajowatego do podługowato eliptycznego. Mierzy 2,5–6 cm długości oraz 1,5–2,5 cm szerokości, jest całobrzega, ma klinową nasadę i wierzchołek od ostrego do spiczastego. Ogonek liściowy jest nagi i ma 2–5 mm długości.
OwoceOrzechy o kształcie od podługowatego do kulistawego, dorastają do 8–20 mm długości i 10–16 mm średnicy. Osadzone są pojedynczo w kubkowatych miseczkach do 35% ich długości. Same miseczki mierzą 15–20 mm średnicy.

## Biologia i ekologia
Rośnie w wiecznie zielonych lasach. Występuje na wysokości od 1600 do 1800 m n.p.m. Kwitnie od lutego do marca, natomiast owoce dojrzewają w listopadzie.